# Sistema único de registro público de monumentos y zonas arqueológicos e históricos
El Sistema Único de Registro Público de Monumentos y Zonas Arqueológicos e Históricos es una base de datos creada en el 2011 por la Dirección General de Cómputo y de Tecnologías de Información y Comunicación de la UNAM encomendada por el INAH y el CONACULTA  con la finalidad de tener un sistema general para registrar, consultar y organizar el patrimonio cultural de México desde cualquier parte de la república.

## Antecedentes
A partir de la Ley Federal sobre Monumentos y Zonas Arqueológicas, Artísticos e Históricos publicada por primera vez en mayo de 1972 . Se decreta un capítulo que corresponde al Registro de Monumentos, zonas Arqueológica y artísticas quien dependerá de dos de los institutos en México: Instituto Nacional de Antropología e Historia (INAH) e Instituto Nacional de Bellas Artes (INBA) respectivamente.
INAH e INBA harán el registro y declaratoria de monumentos pertinentes de todo el país partiendo con una estructura que va desde lo federal, regional y municipal incluyendo también aquellos monumentos que pertenecen a particulares.
En el año de 2014 se reforma un párrafo cuya objetivo es inscribir el monumento en el Registro Público en un plazo no mayor a 15 días a partir de su declaración como tal en el Diario Oficial de la Federación.

## Descripción
En el 2011 se pone en marcha este instrumento para que cualquier persona puede ingresar a la Base de datos una vez que se dé de Alta en el sistema para consulta pública donde lo único que piden es nombre y correo electrónico.
Hasta septiembre de 2018 La página no cuenta con un guía de usuario y se limita a mostrar una pestaña de "Búsquedas" la cual cuenta con cuatro opciones predefinidas: Folio Real, Muebles, Inmuebles, Declaratorias

### Muebles

#### Arqueológico
- Piezas
- Restos arqueobotánicos
- Restos arqueozoológicos
- Restos humanos

#### Históricos
- Menaje y Objetos en general
- Documentos
- Fotografías
- Restos humanos históricos
- Equipo de transporte terrestre
- Colecciones científicas y técnicas

### Inmuebles
- Sitio Arqueológico
- Monumento Inmueble histórico
- Sitio Paleontológico